# Elezioni parlamentari in Finlandia del 1966
Le elezioni parlamentari in Finlandia del 1966 si sono tenute il 20 e il 21 marzo per il rinnovo dell'Eduskunta.

## Risultati
| Liste                                                           | Voti      | %     | +/- % | Seggi | +/- seggi |
| --------------------------------------------------------------- | --------- | ----- | ----- | ----- | --------- |
| Partito Socialdemocratico Finlandese                            | 645.339   | 27,23 | +7,7  | 55    | +17       |
| Partito di Centro Finlandese                                    | 503.047   | 21,23 | −1,7  | 49    | −4        |
| Lega Democratica Popolare Finlandese                            | 502.374   | 21,20 | −0,8  | 41    | −6        |
| Partito di Coalizione Nazionale                                 | 326.928   | 13,79 | −1,3  | 26    | −6        |
| Partito Popolare Liberale                                       | 153.259   | 6,47  | −0,4  | 9     | −5        |
| Partito Popolare Svedese                                        | 134.832   | 5,69  | −0,4  | 11    | −2        |
| Lega Socialdemocratica dei Lavoratori e dei Piccoli Proprietari | 61.274    | 2,59  | −1,8  | 7     | +5        |
| Partito dei Piccoli Proprietari di Finlandia                    | 24.351    | 1,03  | −1,1  | 1     | +1        |
| Lega Cristiana Finlandese                                       | 10.646    | 0,45  | –     | −     | −         |
| Partito Regionale dell'Åland                                    | 7.118     | 0,30  | −     | 1     | −         |
| Altri                                                           | 879       | 0,04  |       | −     |           |
| Totale                                                          | 2.370.046 |       |       | 200   |           |

- I dati retrospettivi del Partito Popolare Finlandese si intendono riferiti alla sommatoria dei risultati del Partito Popolare Finlandese e della Lega Liberale.